# Ауссем, Отто Христианович
Отто Христианович Ауссем (нидерл. Otto Aussem; партийные псевдонимы — Андрей Длинный, Мартын, Громов, Барк, Александр Свентославский; 1875, Москва, Российская империя — 24 сентября 1929, Москва, РСФСР, СССР) — советский государственный и дипломатический деятель, революционер.

## Биография
Родился в семье учителя, потомка фламандцев. Брат Владимира Ауссема (1879—после 1936), советского государственного и военного деятеля и дипломата. Ещё во время учëбы в гимназии вступил в революционный кружок. После окончания Орловской гимназии в 1893 году поступил в Императорский Московский университет, однако был исключëн за участие в студенческих беспорядках в связи со смертью Александра III. В 1894 году — студент университета Святого Владимира в Киеве. За участие в студенческой сходке, которой он руководил, исключëн и в 1897 году выслан в Белую Церковь.
Активный участник революционной деятельности в Киеве, агитатор, руководитель рабочих кружков. В 1898 году поступил на учëбу в Юрьевский университет. В следующем году арестован полицией и в 1900 году сослан в трёхлетнюю ссылку в Яренск (Вологодская губерния). В 1901 году был переведён в Вологду, где работал земским статистиком.
После ссылки в 1903 году продолжил революционную деятельность в разных местах России. После раскола РСДРП примкнул к меньшевикам.
В 1904 году — организатор и руководитель рабочих кружков на Донбассе в Юзовке. Был на нелегальном положении.
В 1905 году — агент ЦК партии, руководил переправкой через галицийскую границу революционной нелегальной газеты «Искра», в июне 1905 года избран членом комитета Варшавской военно-революционной организации РСДРП. Затем — редактор социал-демократической газеты «Колокол» в Полтаве.
В 1906 году вновь в качестве агента ЦК направлен в Варшаву, где вëл работу в военной организации. В конце 1906 года арестован по делу Варшавской военной организации и после суда в 1908 году приговорëн к 4 годам каторжных работ. Наказание отбывал в Ярославской каторжной тюрьме, после чего сослан на р. Лену в Иркутскую губернию. Бежал из ссылки на Угольные рудники Забайкальской области.
После Февральской революции избран председателем Читинского совета рабочих и крестьянских депутатов, вëл советскую и партийную работу в Чите, Благовещенске и Николаевске-на-Амуре.
Участник гражданской войны. Организатор партизанских отрядов для борьбы с Колчаком. Член военно-революционного штаба, действовавшего на территории Забайкалья, Амурской и Приморской областей, в 1920 году — председатель Николаевско-Амурского областного комитета РКП(б). Весной 1921 года был избран председателем партийной конференции Дальневосточной республики.
Позже из-за болезни переехал в Крым, работал секретарëм Ялтинского окружного парткомитета (1922) и заведующим коммунальным хозяйством.
С 1923 года — на дипломатической работе за границей, был представителем Наркомпроса УССР в Берлине и Праге, затем в 1924 — заместителем полпреда СССР в Берлине и полпреда в Праге. С осени 1924 года — генеральный консул СССР в Париже, затем в Милане.
Автор ряда научных работ, в том числе «Обследование крестьянского сельского хозяйства и кустарных промыслов Вологодской губернии» (1903), книги «История социализма» (Берлин, 1922) и др.
Урна с его прахом захоронена в Москве, на Новом Донском кладбище, в бывшем главном здании Донского крематория (зал 5, секция 6).